# E-100
E-100 (Panzerkampfwagen E-100, Gerät 383, TG-01) — немецкий сверхтяжёлый танк, разработанный компанией Adler в рамках программы Entwicklung (развитие, разработка) в 1943—1945 гг. Всего был построен один незаконченный прототип (шасси и корпус без башни).

## История создания
Летом 1941 года немецкими военными было установлено, что в плане тяжёлых танков Советский Союз превосходит Нацистскую Германию, советские КВ-1 и КВ-2 имели ряд преимуществ над немецкими тяжёлыми танками тех лет, поэтому осенью 1942 года Управление вооружений сухопутных сил (Heereswaffenamt, УВС) поставило перед крупнейшими машиностроительными концернами Германии задачу в сжатые сроки создать немецкие тяжелые и сверхтяжелые танки прорыва, превосходящие советские аналоги и бронированием, и вооружением.
В проект по созданию тяжёлого танка, позже получившего обозначение «Тигр», вступили компании «Хеншель» с его главным конструктором Генрихом Эрнстом Книпкампом и «Порше» во главе с его основателем — Фердинандом Порше. Уже при старте данного проекта началась серьёзная конкуренция между этими двумя компаниями. Компания «Хеншель» разработала прототип VK 45.01 (H), позднее ставший Pz.Kpfw VI «Tiger I», а компания «Порше» создала прототип VK 45.01 (P), в дальнейшем получивший обозначение Pz.Kpfw VI «Tiger P» («Тигр Порше»). 20 апреля 1943 года прошли показы двух прототипов Гитлеру и военным, после чего для серийного производства был выбран проект Хеншеля.
8 июля 1943 года у Гитлера прошло совещание, в рамках которого обсуждалось создание сверхтяжёлого танка прорыва. Тогда было предложено два проекта: VK 72.01 от компании Krupp и Typ 205 «Mäuschen» («Мышонок») компании «Порше», на основе которого в дальнейшем был разработан «Маус». Тем временем в компании «Хеншель» началась разработка целой серии танков проекта Entwicklung (нем. — развитие, разработка), которая включала в себя бронетехнику начиная от лёгкого танка E-5 и заканчивая сверхтяжёлым танком E-100, который должен был составить основную конкуренцию проекту фирмы Порше. В разработке E-100 компании «Хеншель» также помогли конструкторы автомобилестроительной компании Адлерверке. Для экономии времени для Е-100 было решено не разрабатывать новую башню, а использовать башню Krupp, изначально разработанную для «Мауса», и установить в неё 150-мм орудие с курсовой 75-мм пушкой.
Производство прототипа Е-100 началось на предприятии «Адлерверке» во Франкфурте-на-Майне, но позднее постройкой танка занялось предприятие «Хеншель», и к июню 1944 года были готовы бронированные шасси танка. Но в 1944 году был издан приказ о приостановлении производства сверхтяжёлых танков, включая «Маус» и Е-100. Башню от Круппа Е-100 так и не получил, а сам недостроенный прототип отвезли на хранение для дальнейшего возможного возобновления производства на полигон Хаустенбек около города Падерборн. Весной 1945 года шасси было захвачено британскими военными, а в дальнейшем было отправлено в Англию, где местные инженеры смогли собрать шасси и привести его в рабочее состояние. В процессе последующих испытаний выяснилось, что получившийся танк даже без установки башни и некоторых других элементов конструкции обладает очень низкой проходимостью и максимальной скоростью, которая не превышает 20 км/ч. Спустя некоторое время недостроенный прототип был отправлен на переплавку.

## Конструкция
E-100 должен был обладать лобовой броней и бронированием башни толщиной 200 мм, бортовая броня и бронирование кормы должны были достигать 180 мм. Согласно требованиям масса танка должна была составлять от 150 до 200 тонн и нести орудие главного калибра в 120—150 мм, но конструкторы «Хеншеля» планировали массу танка в 100—120 тонн и в качестве основного вооружения планировалась 150-мм пушка. Для экономии времени на первые экземпляры танка решили установить башню под 128-мм орудие с курсовой 75-мм пушкой, уже разработанную концерном «Krupp» для танка «Maus».
Систему подвески для танка разработал конструктор Лер из фирмы MAN. Катки подвески должны были располагаться в шахматном порядке по обе стороны от гусеничных гребней, выстроенных в один ряд. Подобная схема использовалась практически на всех тяжелых танках Третьего Рейха.
Е-100 имел классическую компоновку: впереди находилось отделение управления танком, посередине — боевое отделение, сзади — моторно-трансмиссионное. Так как Е-100 не вмещался на железнодорожные платформы, для него разработали два варианта гусениц: транспортировочные — шириной 500 мм, и боевые — шириной 1000 мм.

## В массовой культуре

### В компьютерных играх
E-100 присутствует в ММО-игре World of Tanks и World of Tanks Blitz, как немецкий прокачиваемый тяжёлый танк 10-го уровня.
E-100 присутствует в ММО-игре War Thunder в качестве акционной техники боевого рейтинга 8.0 (в аркадном бою), 7.7 (в реалистичном и симуляторном боях).